# Nikolaus Lenau
Nikolas Lenau, vlastním jménem Nikolaus Franz Niembsch šlechtic von Strehlenau (13. srpna 1802 Lenauheim – 22. srpna 1850, Vídeň-Oberdöbling, Rakousko) byl rakouský básník období romantismu.

## Životopis
Narodil se v Csatádu (německy Schadat) poblíž Temešváru v Uhrách, nyní Lenauheim v rumunském Banátu. Jeho otec byl významným ministrem na habsburském dvoře, zemřel roku 1807 a básníkova matka se znovu provdala v roce 1811. V roce 1819 začal studovat na Vídeňské univerzitě a poté studoval uherské právo na univerzitě v Bratislavě), posléze se marně snažil čtyři roky dostat na medicínu. Neschopný se připravit pro výkon jakékoli profese začal psát básně. Po smrti jeho matky v roce 1829 se prohloubila jeho melancholie.
Brzy poté mu dědictví od babičky umožnilo věnovat se zcela poezii. Jeho první básně se byly otištěny v roce 1827 ve sbírce J. G. Seidla Úsvit. V roce 1831 odešel do Stuttgartu, kde vydával básně oddané básníkovi Schwabovi. Tady se také seznámil s Ludwigem Uhlandem, Justinem Kernerem a dalšími spisovateli. Jeho nepokojný duch však toužil po změně a rozhodl se usilovat o mír a svobodu v Americe, kde strávil několik měsíců v kolonii New Harmony. V roku 1833 se vrátil zpět do Německa. Poté žil střídavě ve Stuttgartu a ve Vídni. V roce 1836 napsal své dílo Faust, ve kterém se pokusil odhalit světu vlastní duši. Roku 1842 napsal dílo Albigenští a roku 1844 začal pracovat na díle Don Juan, které bylo vydáno až posmrtně. Jeho pozůstalost a sebrané dílo v 50. letech 19. století posmrtně vydal jeho přítel Anastasius Grün.

## Dílo
Kromě lyriky psal také rozsáhlé epické básně a dramata:
- Winternacht
- Der Unbeständige (1822)
- Abschied. Lied eines Auswanderers (1823)
- Bitte (1832)
- Der Postillion 18 (1835)
- Polenlieder (1835)
- Faust (1836)
- Savonarola (1837)
- Stimme des Kindes (1838)
- In der Neujahrsnacht (1840)
- Die Albigenser (Albigenští) (1842)
- Waldlieder (1843)
- Blick in den Strom (1844)
- Eitel nichts! (1844)
- Don Juan (1844, vydáno posmrtně)

## Galerie

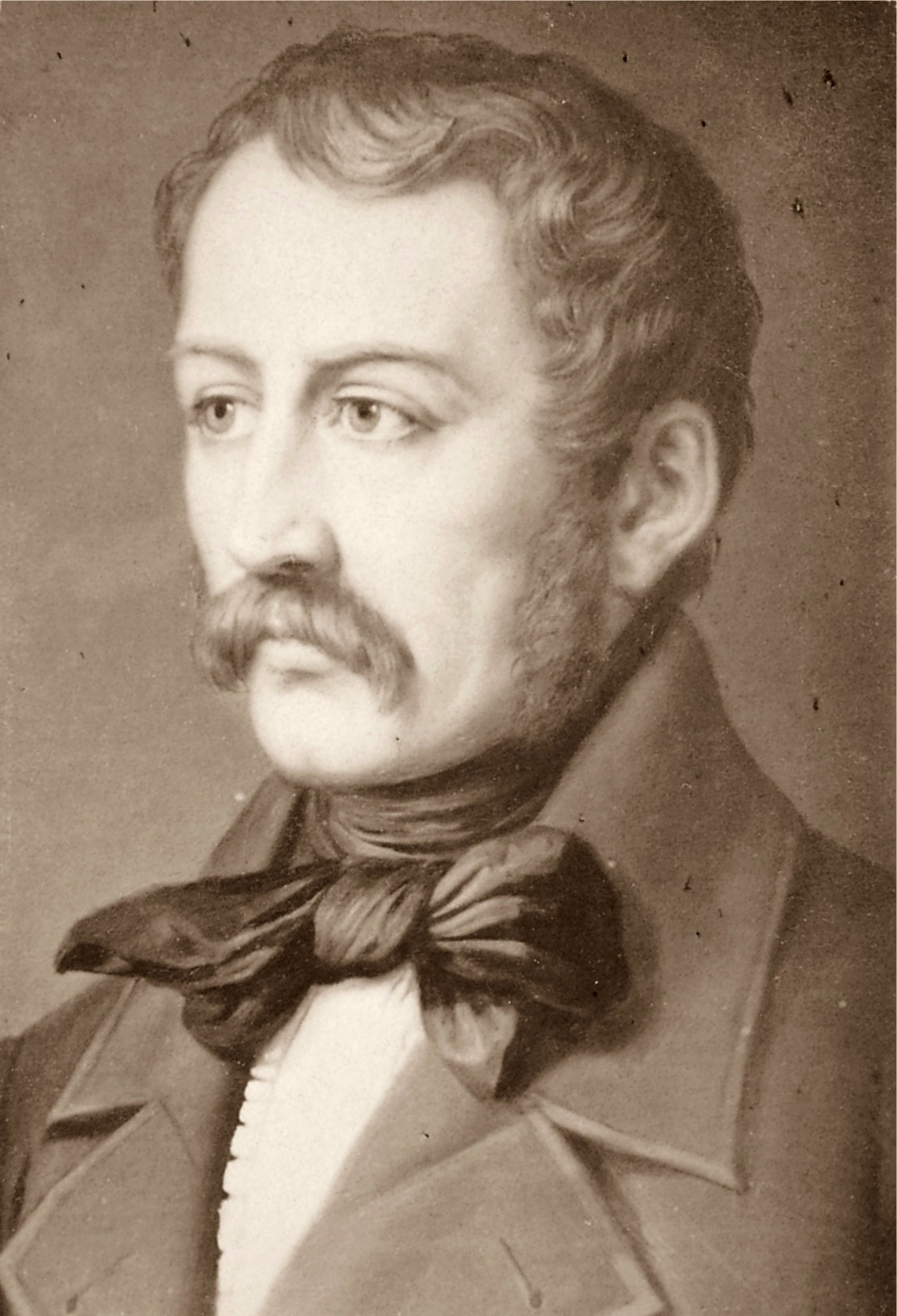
Nikolaus Lenau
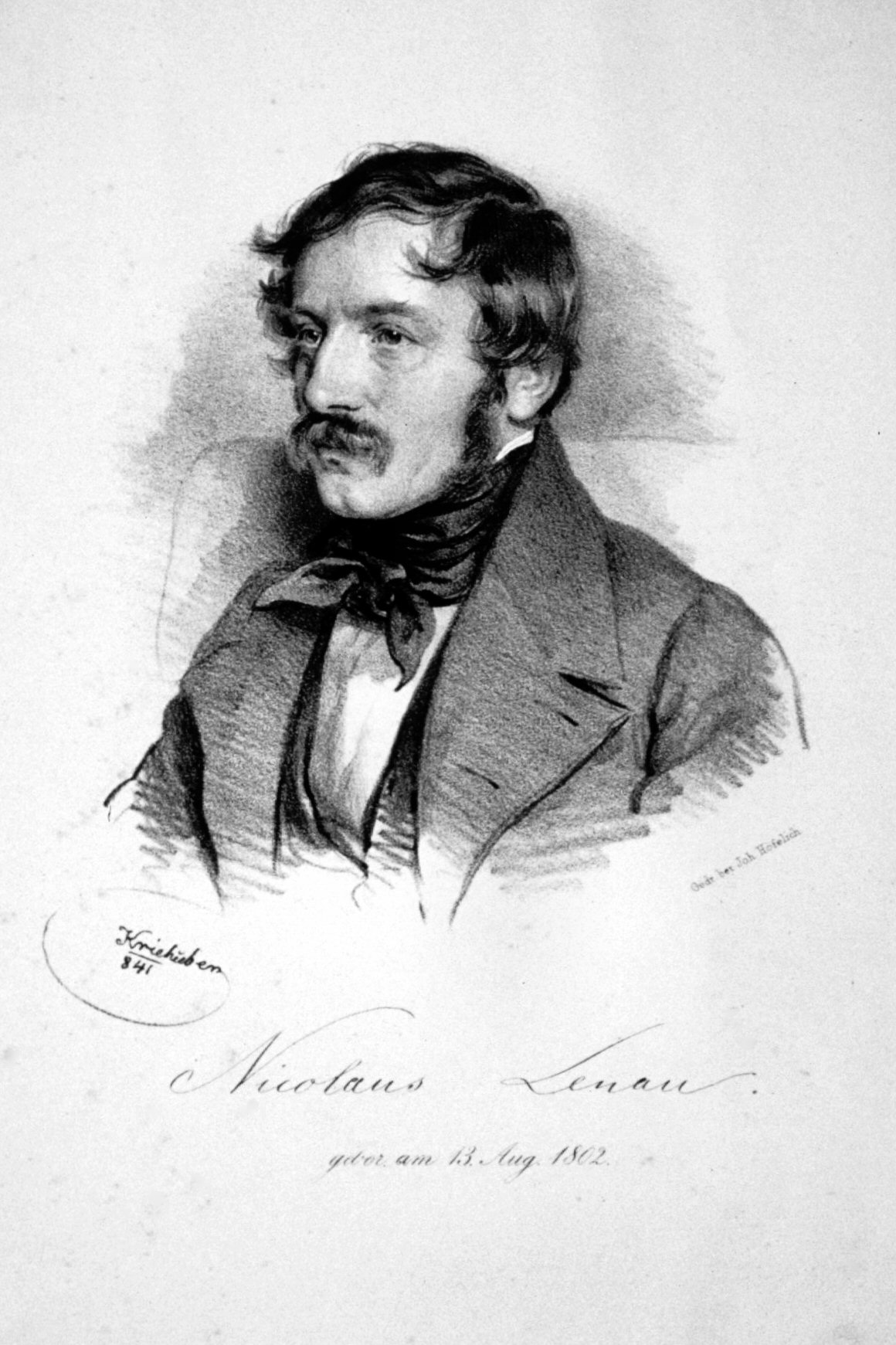
Nikolaus Lenau (1841)
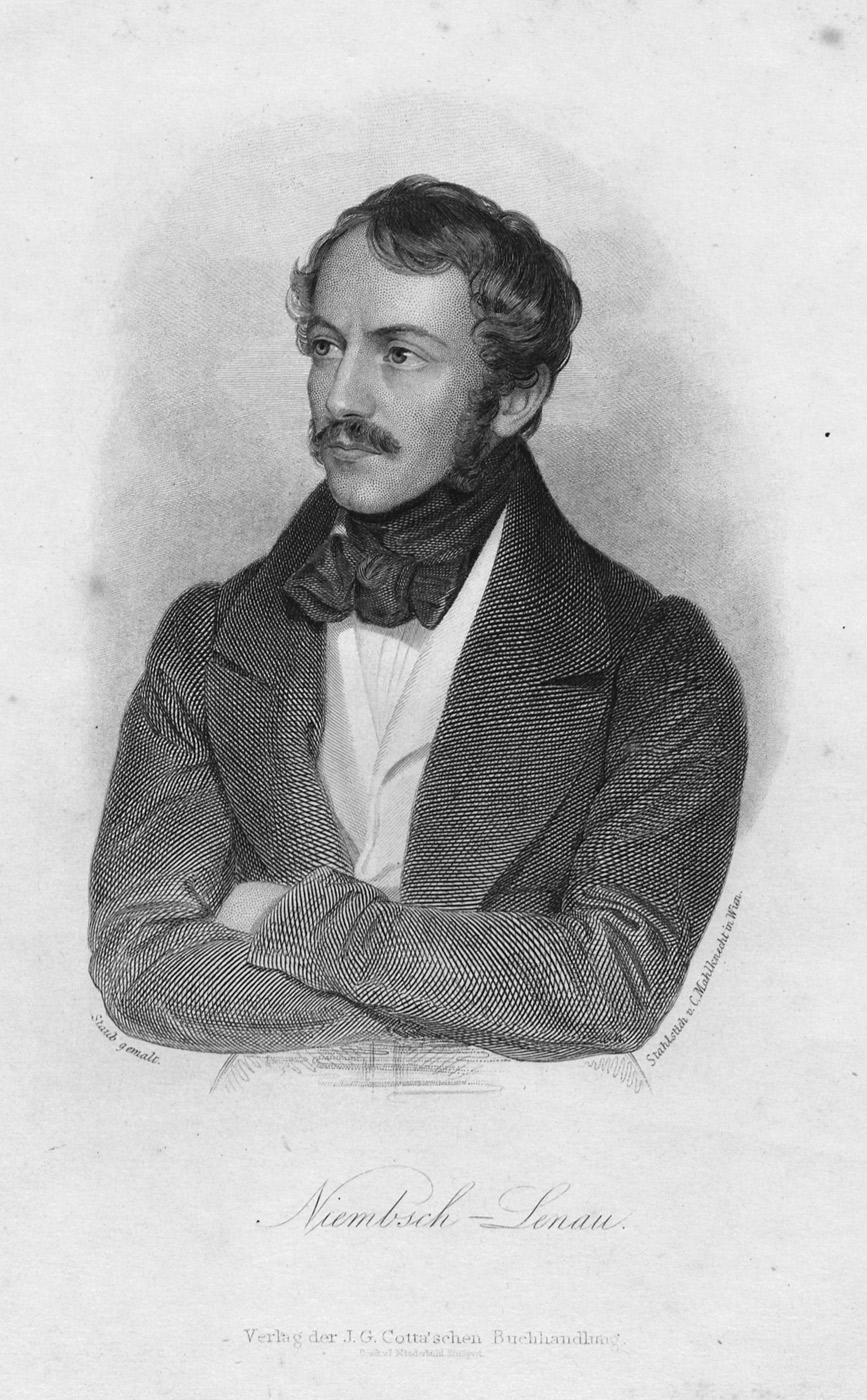
Nikolaus Lenau (1856)
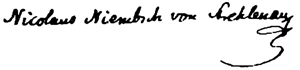
Nikolaus Lenau (alternativní forma podpisu)
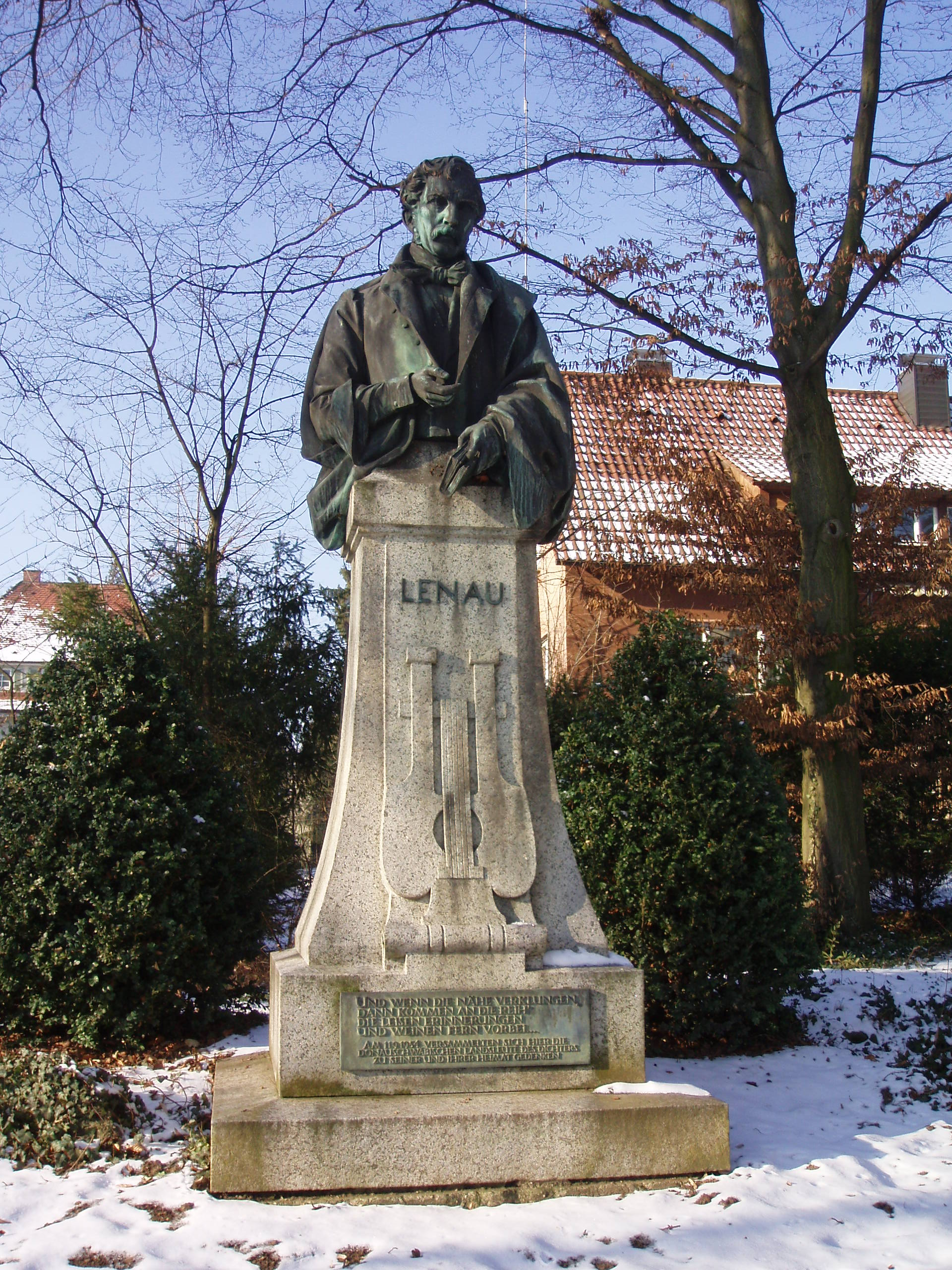
Památník v Esslingen am Neckar